# Yushan Nijiati
Yushan Nijiati (en chino: 玉山尼加提; Altái, 1 de julio de 1986) es un deportista chino que compitió en boxeo. Ganó una medalla de bronce en el Campeonato Mundial de Boxeo Aficionado de 2007, en el peso pesado.

## Palmarés internacional
| Campeonato Mundial | Campeonato Mundial       | Campeonato Mundial | Campeonato Mundial |
| Año                | Lugar                    | Medalla            | Categoría          |
| ------------------ | ------------------------ | ------------------ | ------------------ |
| 2007               | Chicago (Estados Unidos) | Medalla de bronce  | 91 kg              |